# 拉姆丹賈馬勒
36°45′N 6°54′E / 36.750°N 6.900°E

拉姆丹賈馬勒（阿拉伯语：‎），是阿爾及利亞的城鎮，位於該國東北部，由斯基克達省負責管轄，是拉姆丹賈馬勒區的首府，面積159平方公里，2008年人口为27,194人，人口密度每平方公里171人。